# Messelite
La messelite è un minerale appartenente al supergruppo della kröhnkite.

## Abito cristallino
Tabulare, squamoso, radiale.

## Origine e giacitura
Associata ad altri fosfati di ferro (anapaite) in zone organogene, più comunemente 
nelle pegmatiti dove risulta associata a graftonite.

## Forma in cui si presenta in natura
In aggregati compatti o raggiagti.

## Caratteristiche chimico-fisiche
- Birifrangenza: 0,021[3]
- Dispersione: relativamente forte[3]
- Densità di elettroni: 3,07 gm/cc[2]
- Indice di fermioni: 0.0029677474[2]
- Indice di bosoni: 0.9970322526[2]
- fotoelettricità: 7,90 barn/elettrone[2]

## Località di ritrovamento
A Messel in Assia, nella miniera Palermo nel New Hampshire, a Custer ed a Keyston nel Dakota del Sud.